# In viaggio contromano
In viaggio contromano (The Leisure Seeker) è un romanzo del 2009 dello scrittore statunitense Michael Zadoorian, pubblicato in Italia dalla casa editrice Marcos y Marcos.
Da questo romanzo è tratto il film Ella & John - The Leisure Seeker, di Paolo Virzì con protagonisti Helen Mirren e Donald Sutherland.

## Trama
Ella e John si amano, è una cosa indiscutibile. Indiscutibile è anche che sono molto malati: un tumore lei, Alzheimer lui. Ma a ottant'anni suonati, ignorando le indicazioni dei medici e le preoccupazioni dei figli, si mettono in viaggio. Il viaggio della vita, il loro ultimo viaggio insieme, ne sono consapevoli. Rispolverando il loro camper, un vecchio Leisure Seeker, partono da Detroit con destinazione Disneyland, sulla magnifica Route 66, per compiere un'esperienza che, Alzheimer o no, sarà per loro indimenticabile.